# ローレン・バコール

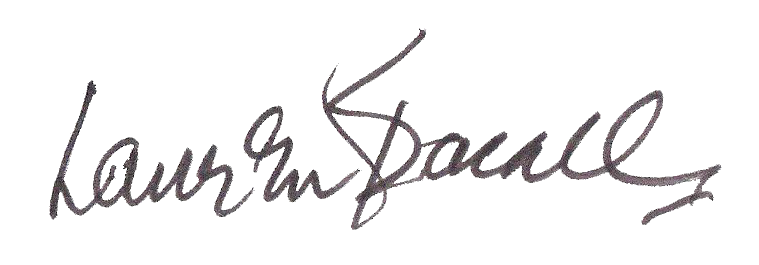
署名

ローレン・バコール（英: Lauren Bacall、[ˌlɔːrən bəˈkɔːl]、本名: Betty Joan Perske、1924年9月16日 - 2014年8月12日）は、アメリカ合衆国の女優。独特の声質と官能的な容姿で知られ、アメリカン・フィルム・インスティチュートが1999年に選定した映画スターベスト100では20位にランクインし、2009年には映画芸術科学アカデミーから「ハリウッド黄金時代を代表する女優だったことに敬意を表する」としてアカデミー名誉賞を受賞している。
バコールはモデルとして芸能界でのキャリアを開始し、1944年に公開されたハンフリー・ボガート主演の『脱出』で映画デビューを果たした。その後も『三つ数えろ』（1946年）、『潜行者』（1947年）、『キー・ラーゴ』（1948年）といったフィルム・ノワール作品でボガートと共演したほか、マリリン・モンローと共演した『百万長者と結婚する方法』（1953年）、グレゴリー・ペックと共演した『バラの肌着』（1957年）などのロマンティック・コメディ作品にも出演している。ジョン・ウェインの遺作となった『ラスト・シューティスト』（1976年）でも相手役を演じた。『マンハッタン・ラプソディ』（1996年）でゴールデングローブ賞 助演女優賞を受賞し、アカデミー賞にもノミネートされている。ブロードウェイではミュージカルの舞台にも立ち、『アプローズ』（1970年）と『女性 No.1』（1981年）で、トニー賞のミュージカル主演女優賞を受賞した。
小惑星(5107) Laurenbacallはバコールに因んで命名された。

## 幼少期
バコールは1924年9月16日にニューヨークのブロンクスで生まれ、ベティ・ジョーン・パースク (Betty Joan Perske) と名付けられた。父親のウィリアム・パースクは販売員で、母親のナタリーは事務員だった。ナタリーの姓はウェインステイン＝バコール (Weinstein-Bacal)で、後に正式にバコール (Bacall) に改姓している。両親ともにユダヤ人で、バコールの自叙伝によると、母親はルーマニア王国出身でエリス島を経由して移民した人物で、ロシア帝国ヴィスワランド出身の父親との間にニュージャージーで生まれたとなっている。
バコールが生まれて間もなく、一家はブルックリンのオーシャン・パークウェイへと引っ越している。バコールは裕福な親戚たちからの援助で、篤志家ユージーン・ハイトラー・レーマンが設立した私立学校であるタリタウンのハイランド・マナー・全寮制女子高と、マンハッタンのジュリー・リッチマン高校で教育を受けた。また、第九代イスラエル大統領シモン・ペレスは父方の親戚にあたる。ただしペレスは「私は1952年か1953年にニューヨークを訪れた。ローレン・バコールが私を招待してくれたからだった。私たちはお互いの家族の出身について話し、同じ一族の出であることが分かった。ただしどの程度の血縁関係にあるのかはよく分からない。我々が従兄妹だと言ったのは彼女（バコール）であって、私ではない」と語っている。
バコールが5歳のときに両親が離婚し、後にバコールは母親のルーマニア由来の姓である「バコール」を名乗るようになった。両親の離婚以降、バコールは父親には一度も会っておらず、母親と緊密な関係を築いていった。母親のナタリーは、バコールが映画スターになった後でリー・ゴールドバーグと再婚し、カリフォルニアへと移住している。

## キャリア

### モデル時代

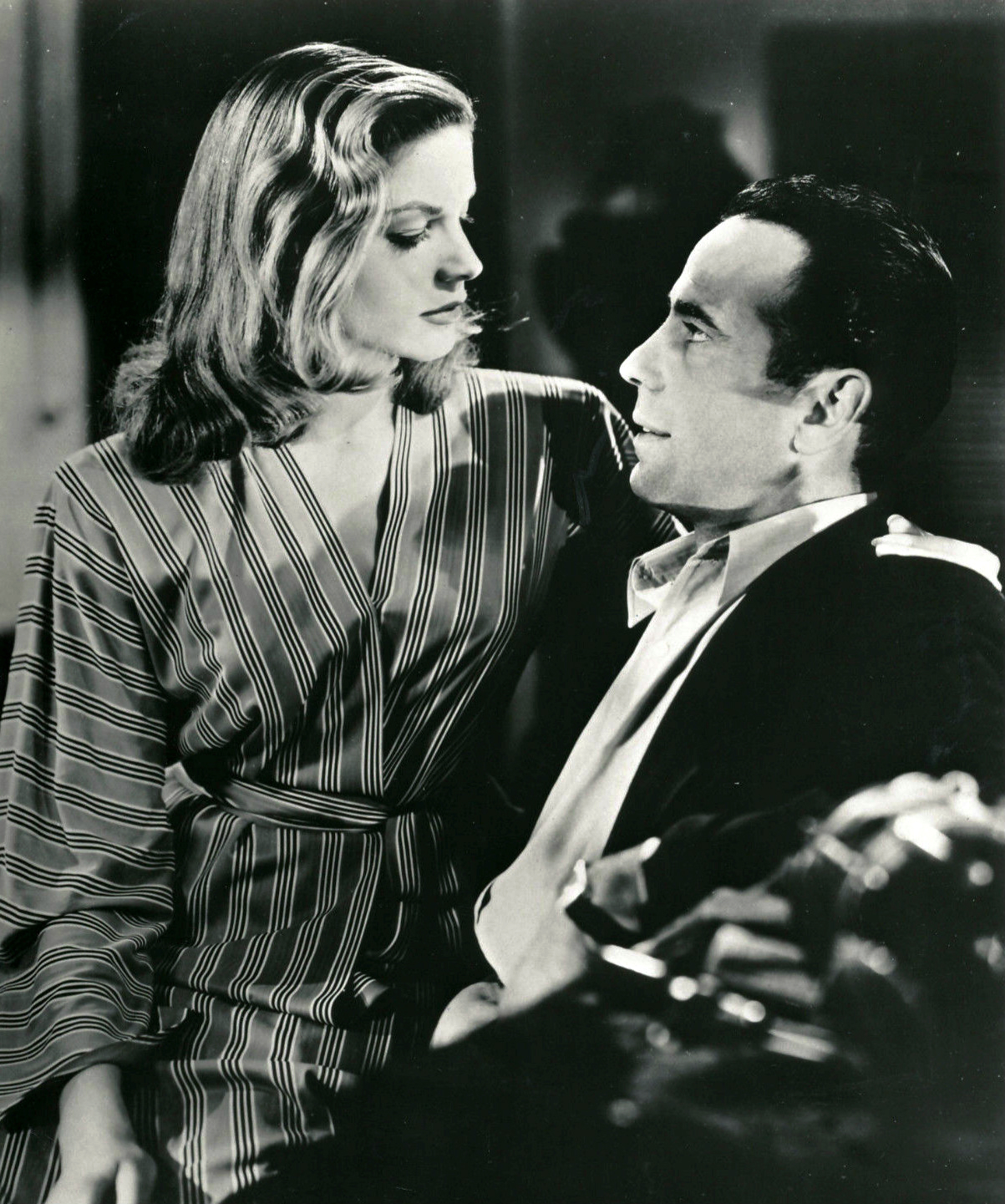
ハンフリー・ボガートと共演した、バコールの映画デビュー作『脱出』（1944年）。

バコールは1941年からアメリカン・アカデミー・オブ・ドラマティック・アーツで演劇の勉強を始めた。このときの同級生にカーク・ダグラスがいる。この時期のバコールは、セント・ジェームズ・シアター で案内係として働いていたほか、ファッション・モデルとして芸能活動も始めていた。
ブロードウェイで初舞台を踏んだのはバコールが17歳の1942年で、『Johnny 2 X 4』の通行人役だった。当時のバコールはグリニッジ・ヴィレッジのバンク・ストリートに母親と暮らしており、1942年に開催されたミスコンのミス・グリニッジ・ヴィレッジで優勝している。
バコールは10歳代でファッション雑誌「ハーパーズ バザー」の表紙を飾ったほか、「ヴォーグ」などでもモデルをつとめている。「猫のような優美さ、黄褐色の髪、蒼碧の瞳」で有名なモデルだった。
ファッション雑誌編集者のダイアナ・ヴリーランドが、バコールを見出して「ハーパーズ バザー」のモデルに採用したといわれることがあるが、当時18歳だったバコールをヴリーランドに引き合わせたのは編集者のニコラ・ド・ガンズビュールである。ド・ガンズビュールがバコールと最初に出会ったのは、マンハッタン東50丁目のトニーズというクラブで、ド・ガンズビュールはこのクラブに出演していたメイベル・マーサー の歌を聴きに通い詰める常連客だった。ド・ガンズビュールはバコールに、「ハーパーズ バザー」のオフィスに顔を出すようにと声をかけた。ド・ガンズビュールからバコールを紹介されたヴリーランドは、女流ファッション写真家ルイーズ・ダール＝ウォルフにバコールの写真を撮影させて、1943年3月号の「ハーパーズ バザー」の表紙に採用した。この表紙が、ハリウッドの映画監督ハワード・ホークスの妻スリム・キースの目にとまり、ナンシーは『脱出』のスクリーンテストをバコールに受けさせることをホークスに薦めた。ホークスは自身の秘書に、バコールについてさらに詳しく調査するように命じたが、秘書はこの指示を誤解してしまい、オーディションを受けにハリウッドまで来るようにという手紙をバコールに宛てて送っただけだった。
ハリウッドでホークスはバコールと週給100ドルで7年間の契約を結び、女優としてのキャリアを開始したバコールの面倒を見るようになった。「ローレン・バコール」という芸名は、「ローレン」をホークスが名付け、「バコール」は母親の旧姓の一部からバコール自身が選んだものである。ホークスの妻ナンシーもバコールを可愛がり、バコールに洗練された装いを与えるとともに、優雅さ、立ち居振る舞い、センスなどを教え込んだ。バコールの地声は早口の鼻声だったが、ホークスが低音で深みのある喋り方を練習させ、ボイストレーナーが指導する発声方法に対しても自ら助言を与えている。バコールはこれら発声練習の一環として、毎日数時間にわたって大声でシェークスピアの一節を暗唱させられていた。低い声はバコールの特徴となり、「スモーキーで官能的なうなり声」や「心地よい嗄れ声」など様々な形容で呼ばれるようになっていった。

### 銀幕のスターへ

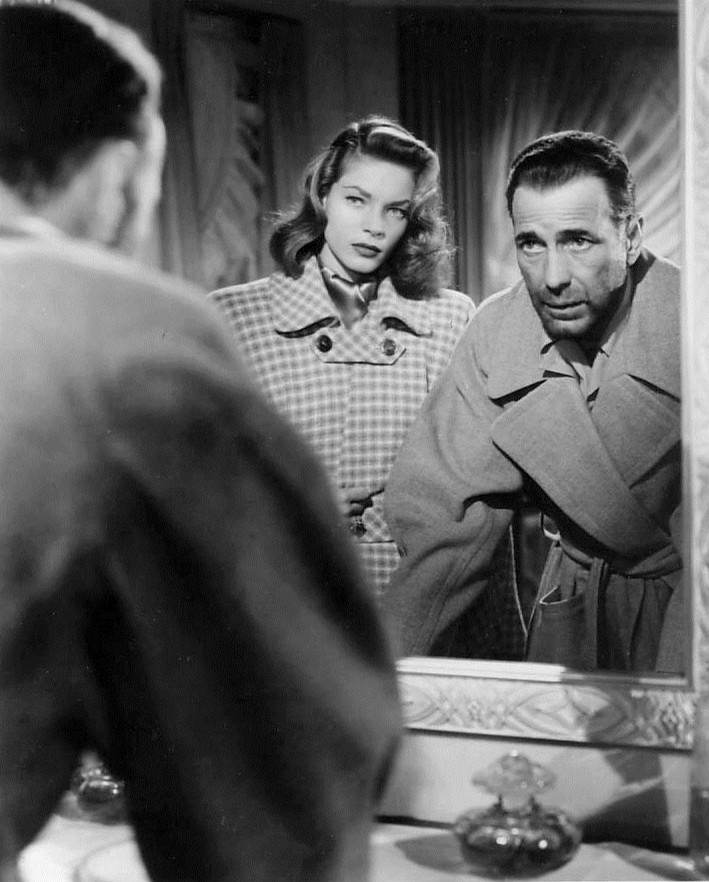
『潜行者』で共演したバコールとハンフリー・ボガート

『脱出』（1944年）のスクリーンテスト期間中にバコールは自身の身震いをひどく気にするようになり、震えを抑えるために顎を胸に押し付けた姿勢でいたために、上目づかいでカメラに向かうようになった。期せずしてこの目線が「The look（ザ・ルック）」と呼ばれるようになり、その低い声と共にバコールのトレードマークとなっていった。『脱出』でバコールが演じたのは、ハワード・ホークスの妻ナンシーと同じく「スリム」というあだ名で呼ばれるマリー・ブロウニング役で、ハンフリーボガートはハワード・ホークスと同じく「スティーヴ」というあだ名で呼ばれるハリー・モーガン役だった。バコールの自叙伝では、撮影現場での二人はすぐに仲良くなったとされている。バコールと当時マヨ・メトット と結婚していたボガートは、数週間の撮影期間で親密になり、互いに意識するようになっていった。
当初の脚本では『脱出』でバコールが演じたマリー・ブロウニングはもっと小さな役どころだったが、撮影が進むにつれてどんどん重要な役どころとなり、最終的にはヒロイン格となっていった。『脱出』の公開後、バコールは一躍スターダムに登りつめ、『脱出』での演技がその後のバコールのイメージに重要な役割を果たすこととなった。バコールは大衆文化だけでなく、他の有名な映画スターたちと同様にファッションにも大きな影響を与える存在となっていったのである。バコールが演じたスリム役は、ホークス的女性像の典型例と言われている。

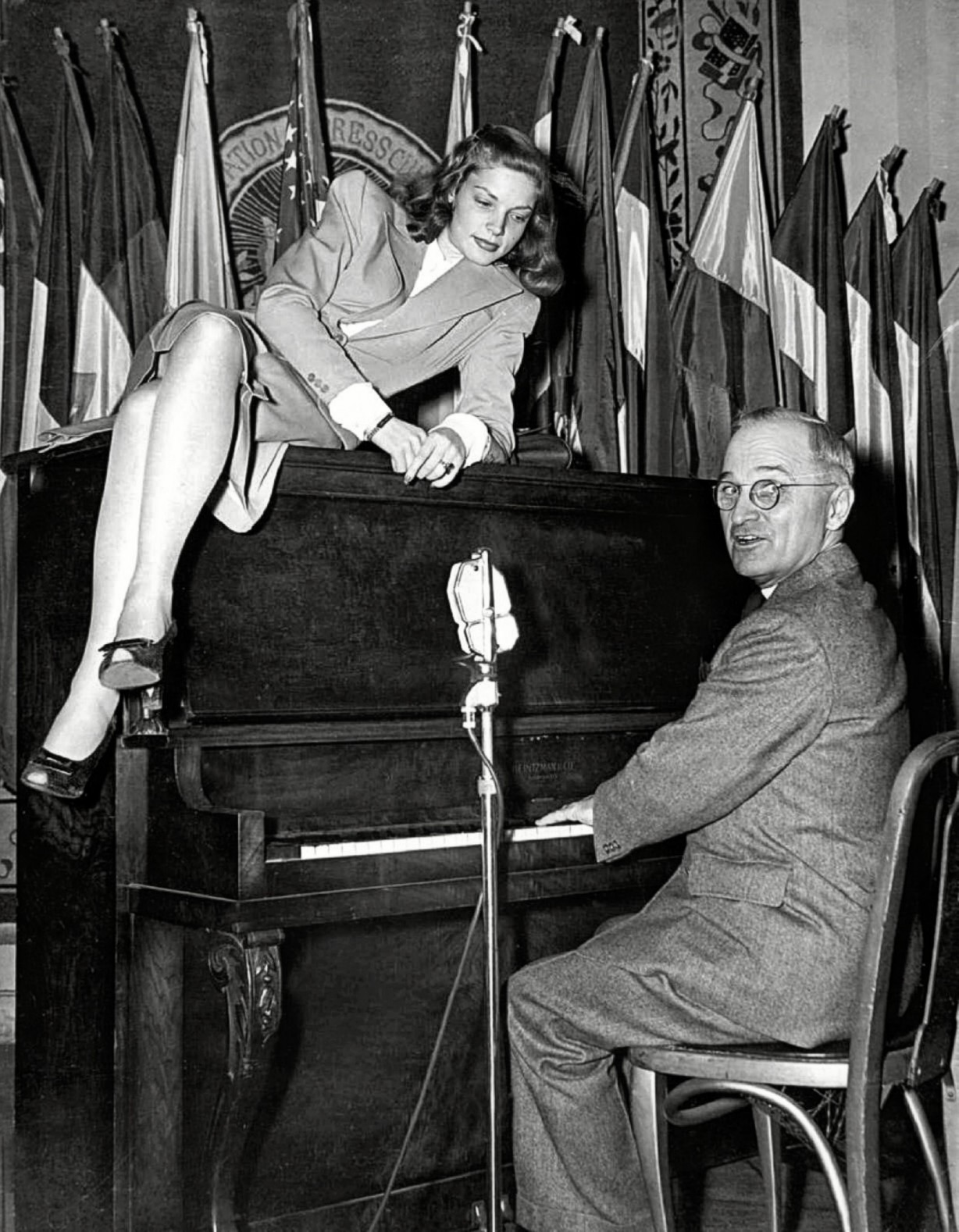
合衆国副大統領ハリー・S・トルーマンが弾くピアノに寝そべるバコール。1945年2月10日にワシントン D.C. のナショナル・プレス・クラブで撮影された写真。

『脱出』の配給元だったワーナー・ブラザースは、映画の宣伝とバコールの映画スターとしての地位を確かなものとするために、大々的な一連のキャンペーンを展開した。バコールが、アメリカ合衆国副大統領ハリー・S・トルーマンが弾くピアノに寝そべっている有名な写真が存在する。これもワーナー・ブラザースによるキャンペーンの一環で、バコールの大衆へのアピールを狙ったものである。1945年2月10日に、ワシントンD.C.のナショナル・プレス・クラブ をバコールが訪れた。このときはバコールの広報担当だったワーナー・ブラザースの宣伝主任も同席している。チャーリー・エンフィールドという記者が、当時20歳だったバコールに、ハリー・S・トルーマンが弾くピアノに座ってくれるよう依頼して撮影されたのがこの写真である。
『脱出』のあとに、バコールは『密使』（1945年）でシャルル・ボワイエの相手役を演じたが、この作品は批評家たちから酷評される結果となった。バコールにとっても『密使』の失敗が自身のキャリアに大きな傷を残す可能性があり、翌年に再びボガートと共演したフィルム・ノワール作品『三つ数えろ』（1946年）でのミステリアスで辛辣なヴィヴィアン・スターンウッド役も、バコールの人気をすぐさま取り戻す特効薬にはなり得なかった。
『三つ数えろ』はフィルム・ノワール作品における象徴としてのバコールの地位を決定づけた作品である。その後の女優としてのキャリアを通じて、バコールはこのジャンルの作品と強い関係性を保ち続け、『三つ数えろ』のヴィヴィアンのような、独立心が強く官能的な運命の女の役を演じることも多かった。映画評論家ジョー・マクエルヘイニーは「（『三つ数えろ』の）ヴィヴィアンにはほとんど完璧な身のこなしと立ち居振る舞いが表現されている。彼女にとってぶざまに這いつくばることは決してありえない」としている。
『脱出』と『三つ数えろ』以外に、バコールとボガートは2本の映画作品で共演している。そのうちの1本であるフィルム・ノワール作品『潜行者』（1947年）では、バコールは謎めいたサンフランシスコの芸術家を演じている。ニューヨーク・タイムズのボズレー・クラウザーはこの作品での演技を「バコールは、鋭い目つきで自分が欲するものを十分に理解している女性を、重圧感たっぷりに演じて見せた」と評している。バコールとボガートが共演した最後の映画作品が、1948年に公開された『キー・ラーゴ』である。この作品はジョン・ヒューストン監督のメロドラマ・サスペンスで、エドワード・G・ロビンソンもギャング役で出演している。映画評論家ジェシカ・キアンは「バコールはぎりぎりの二面性を持ち、独立心に富んだ役を演じて見せた。今までの作品よりもさらに興味深い役柄だったと言える」としている。

### 1950年代

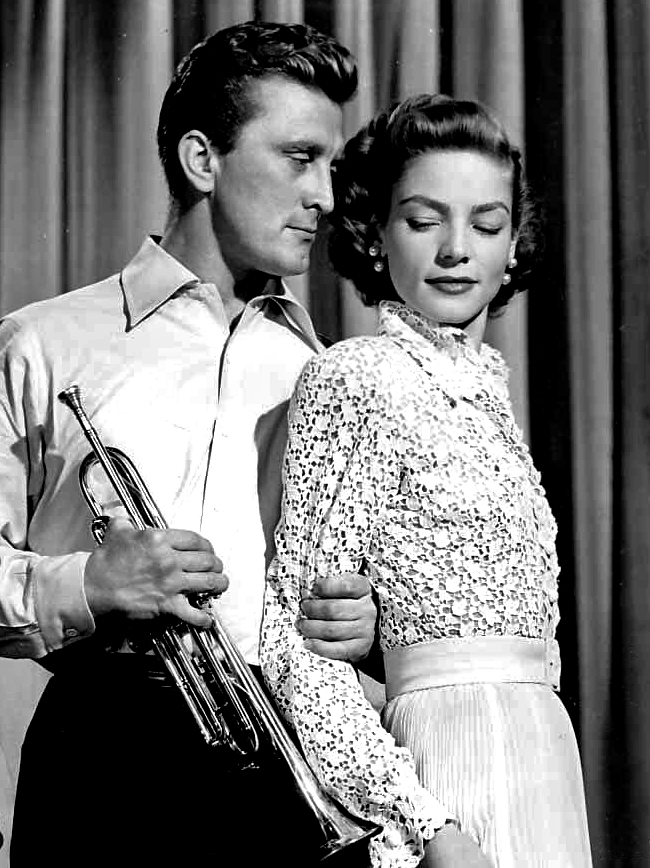
カーク・ダグラスと共演した『情熱の狂想曲』（1950年）。

バコールは自身が興味を持てない脚本を断るようになり、気難しい女優だといわれるようになっていった。しかしながらこのような評判とは関係なく、1950年代のバコールは数々の主演作品で高評価を得て、女優としての地位はますます確固たるものになった。バコールは1950年にゲイリー・クーパーと共演した『燃えつきた欲望』と、カーク・ダグラス、ドリス・デイ、ホーギー・カーマイケルと共演した『情熱の狂想曲』で、主演女優として出演している。
1951年から1952年にかけて、バコールはボガートとラジオ配信のアクション・アドベンチャードラマ『カリプソ野郎』で共演している
。1953年にはコメディ映画『百万長者と結婚する方法』に出演し、評論家たちから高く評価され、興行的にも大きな成功を収めた。『百万長者と結婚する方法』はジーン・ネグレスコ監督作品で、マリリン・モンローやベティ・グレイブルが共演している。バコールは百万長者との結婚を目論む才気煥発な女性シャッツィ・ペイジ役を演じ、好評を博した。「ニューヨーク・ワールド＝テレグラム・アンド・サン」紙のアルトン・クックは「陽気さに満ちた作品に仕上げたのは、第一にバコールの功績といえる」とし、「三人の主演女優のなかでもっとも知的で積極的だった。その狡猾かつ才気煥発、辛辣なまでの演技力で、あらゆるシーンを完全に支配していた」と評している。

マリリン・モンロー、ベティ・グレイブルと共演した『百万長者と結婚する方法』（1953年）。

当時のバコールは20世紀フォックスと出演契約を結んでおり、『百万長者と結婚する方法』に続いて20世紀フォックスが配給するコメディ映画『ニューヨークの女達（1954年・アメリカ映画）』に出演した。監督も前作と同じくジーン・ネグレスコだったが、『百万長者と結婚する方法』ほどには興行成績は伸びなかった。
1955年に、ボガートの出世作となった映画『化石の森』（1936年）が、テレビの生放送番組『プロデューサーズ・ショウケース』でドラマ化された。ボガートは映画版と同じデューク・マンティ役で、新たにヘンリー・フォンダがアラン役を、そしてバコールは映画版ではベティ・デイヴィスがつとめたガブリエル役を演じた。『化石の森』はもともとブロードウェイで上演されていた舞台作品で、映画化する際にワーナー・ブラザースは舞台版でボガートが演じていたデューク・マンティ役をエドワード・G・ロビンソンに変更するつもりだった。しかしながら、舞台版に引き続いて映画版でも主役のアラン役が決まっていたレスリー・ハワードが、映画版でもデューク・マンティ役はボガートが演じるべきだと主張したという経緯があった。このことに感謝して、ボガートとバコールの間に生まれた娘はレスリー・ハワード・ボガートと名付けられている。
バコールは1990年代の終わりに、自身の出演作としては唯一知られているキネスコープでの映像を、ミュージアム・オブ・テレビジョン＆ラジオ（現在のペイリー・センター・フォー・メディア）に寄贈した。この作品はニューヨークとロサンゼルスで視聴することができる。
1955年にバコールは『蜘蛛の巣と『中共脱出』に出演した。ヴィンセント・ミネリ監督の精神病院を舞台とした『蜘蛛の巣』で、バコールはセラピストのメグ役を演じた。シャルル・ボワイエとの2本目の共演作であり、ほかにリチャード・ウィドマークやリリアン・ギッシュらも出演している。「ニューヨーク・タイムズ」は『蜘蛛の巣』について「心から共感できる登場人物はたった二人だけだ。ウィドマークは素晴らしく、バコールは抑制された抜け目のない演技を見せた」と評している。

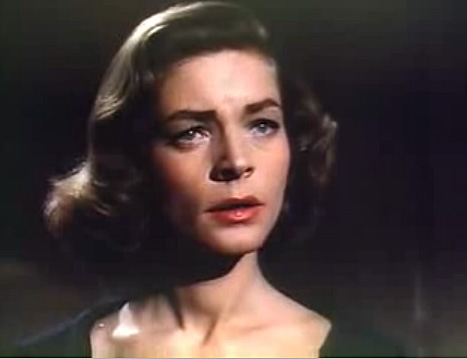
『風と共に散る』（1956年）のローレン・バコール。

多くの映画評論家が、1956年に公開されたダグラス・サーク監督作品『風と共に散る』をメロドラマ映画の転機となった作品だと評価している。ロック・ハドソン、ドロシー・マローン、ロバート・スタックらと共演したこの作品で、バコールは石油業界の有力一族に翻弄されるキャリア・ウーマンのルーシー役を演じた。バコールはその自伝で、あまり深く考えないで演じた役だったが、思いのほか好評だったと記している。「バラエティ」誌は「バコールは、狂気に満ちた石油一族に巻き込まれていく聡明な女性を強く印象付けた」としている。
私生活では夫ハンフリー・ボガートの食道がんとの闘病生活に追われていたバコールだったが、1957年に公開されたグレゴリー・ペックとの共演作『バラの肌着』に出演して高評価を得た。『バラの肌着』はミュージカル・コメディで、ヴィンセント・ミネリ監督作品としては2作目になる。ニューヨークで公開されたのは1957年5月16日で、ボガートが死去した1月14日から四カ月後のことだった。
バコールが1950年代に出演した映画はあと2作品ある。ジーン・ネグレスコ監督のメロドラマ作品『愛の贈物(映画)』（1958年）ではロバート・スタックと共演し、J・リー・トンプソン監督のアドベンチャー作品『北西戦線(映画)』（1959年）ではケネス・モアと共演して、優れた興行成績を収めた。

### 1960年代、1970年代
バコールの映画女優としての活動は1960年代に徐々に低迷し、出演作品も激減していった。その一方でバコールはブロードウェイの舞台に出演し、『グッドバイ、チャーリー』（1959年）への出演を始め、舞台女優としてのキャリアを積んでいった。この時期のバコールは、『 サボテンの花』、『アプローズ(ミュージカル) 』（1970年）、『女性 No.1(ミュージカル) 』などの舞台作品に出演し、『アプローズ』と『女性 No.1』ではトニー賞を受賞している。
『アプローズ』はミュージカル映画『イヴの総て』（1950年）の舞台版であり、舞台でバコールが演じたマーゴ・チャニング役は、映画版ではベティ・デイヴィスが演じていた。バコールの自伝には、バコールが尊敬していたベティ・デイヴィスに、1940年にホテルで出会う機会を得たことが記されている。これから数十年後にデイヴィスがバコールの楽屋を訪れ「貴女以外にこの役を演じられる女優はいない」と、『アプローズ』でのバコールの演技を称賛したといわれている。
この時期にバコールが出演した映画作品はごくわずかだが、様々な映画スターと共演している。『求婚専科』（1964年）ではヘンリー・フォンダ、トニー・カーチス、ナタリー・ウッドら、『動く標的』（1966年）ではポール・ニューマン、シェリー・ウィンタース、ジュリー・ハリス、ロバート・ワグナー、ジャネット・リーら、『オリエント急行殺人事件』（1974年）ではイングリッド・バーグマン、アルバート・フィニー、ヴァネッサ・レッドグレイヴ、マーティン・バルサム、ショーン・コネリーといった俳優たちと共演した。
1964年にバコールは、クレイグ・スティーヴンスが主演していたテレビドラマシリーズ『Mr. ブロードウェイ』のエピソードに2本出演した。1本目は当時の夫だったジェイソン・ロバーズと共演した「Take a Walk Through a Cemetery」で、2本目は「Something to Sing About」のバーバラ・レイク役でマーティン・バルサムとの共演だった。また、1972年と1984年にはシカゴの劇場が主催するサラ・シドンズ賞を受賞している
。
バコールは1976年に、ジョン・ウェインの遺作となった『ラスト・シューティスト』に出演した。バコールとウェインは、政治的信条は正反対だったにもかかわらず、よき友人となった。この二人は1955年の『中共脱出』でも共演経験があった。

### 1980年代から晩年
1980年代にバコールが出演した映画作品は失敗続きだった。『殺しのファンレター (映画)』（1981年）は酷評され、興行的にも大失敗に終わっている。ロバート・アルトマンの監督作品『ロバート・アルトマンのヘルス』（1980年）、マイケル・ウィナーの監督作品『死海殺人事件』（1990年）も興行的には成功したとはいえない作品となってしまった。
バコールは『マンハッタン・ラプソディ』（1996年）のハンナ・モーガン役で、第63回アカデミー助演女優賞にノミネートされた。これがバコールの女優としての50年に及ぶキャリアで最初のアカデミー賞へのノミネートだった。バコールはこの作品ですでにゴールデン・グローブ賞を受賞しており、アカデミー賞でも本命視されていた。しかしながらこの年のアカデミー助演女優賞を獲得したのは『イングリッシュ・ペイシェント』に出演したジュリエット・ビノシュだった。
1997年にバコールはケネディ・センター名誉賞を受賞し、1999年にはアメリカン・フィルム・インスティチュートが1999年に選定した映画スターベスト100で、20位にランクインしている。このころからバコールの女優としてのキャリアは復活の兆しを見せ始め、ニコール・キッドマンと共演した『ドッグヴィル』（2003年）と『記憶の棘』（2004年）やアニメーション映画『ハウルの動く城』（2004年）の荒地の魔女の英語版吹き替えなど、注目を集めた作品に出演して称賛を受けた。また、2007年公開のポール・シュレイダー監督作品『The Walker』では主役の一人を務めている。

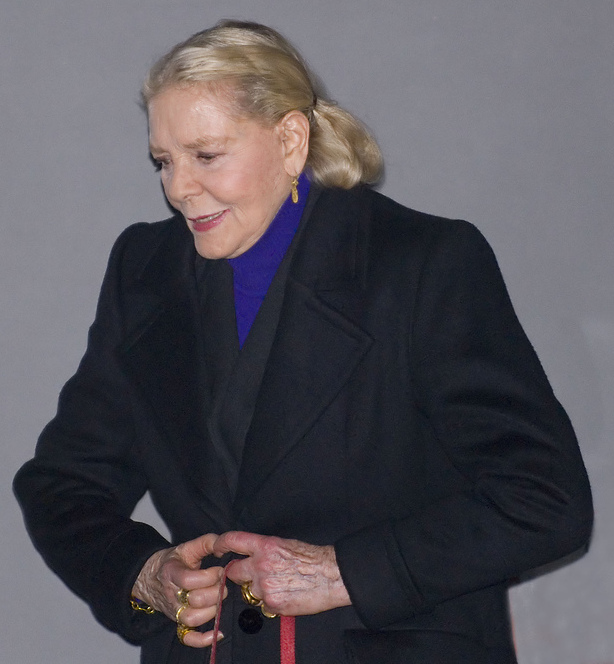
『The Walker』の記者会見でのバコール。2007年2月。

1999年にはノエル・カワードの戯曲『出番を待ちながら(舞台) 』で舞台に立っている。
バコールは2000年代に商業的な活動も行っている。アメリカのディスカウント・チェーンのチューズデイ・モーニング社 のコマーシャルに出演して宣伝を担当したほか、ワインマン・ブラザース社からは自身のブランド名で宝飾品を販売している。また、以前からカフェインレスのインスタントコーヒーであるハイ・ポイント社 や、ネスレピュリナペットケア社のキャットフードブランドであるファンシー・フィーストの宣伝にも一役買っていた。
2006年9月に、バコールは最初のキャサリン・ヘプバーン賞の受賞者となった。この賞は「生き、仕事し、知性と活力と独立心を一身に体現した、四回のオスカーに輝いた女優」であるキャサリン・ヘプバーンを記念して、ブリン・マー女子大学のキャサリン・ハートン・センターが与える賞である。2007年6月にはロンドンで開催されたアーサー・シュレジンジャーの告別式で追悼演説を行っている。2009年に撮影され、2012年に公開された『贋作者 (映画)』が、バコールが出演した最後の映像作品となった。
2009年11月14日に開催された、第一回ガヴァナーズ・アワード で、バコールは映画芸術科学アカデミーからアカデミー名誉賞を授与されている。
2013年7月に、バコールは撮影が予定されていた映画『Trouble Is My Business』への出演に興味を示したことがある。また、同年11月にはスタジオカナルのアニメーション作品『くまのアーネストおじさんとセレスティーヌ 』の英語版吹き替えに参加している。バコールの遺作となったのは、アニメーション・シリーズ『ファミリー・ガイ』で、2014年に放映された第12シーズンのエピソードで、イーヴリンというキャラクターの吹き替えを担当した。

## 私生活

### 交友関係と家族

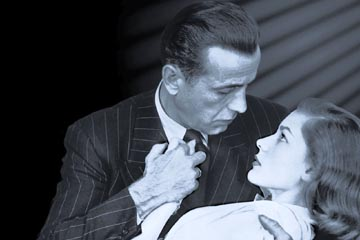
バコールとハンフリー・ボガート。2人が結婚した翌年の1946年に撮影。

1945年5月21日に、バコールは俳優のハンフリー・ボガートと結婚した。2人の結婚式と新婚旅行に選ばれたのは、オハイオ州マラバーのファーム州立公園 にあった、ボガートの親友でピューリッツァー賞受賞作家ルイス・ブロムフィールドのカントリー・ホームだった。二人の結婚式は大邸宅を式場にして挙行されている。
結婚当時のバコールは20歳、ボガートは45歳で、年齢が離れていたこともあってボガートはバコールを「ベイビー」という愛称で呼んでいた。2人の結婚生活は、1957年にボガートが食道がんで死去するまで続いた。ボガートの死後、ジャーナリストのマイケル・パーキンソンから、ボガートとの結婚生活のことを訊かれたバコールは「未亡人でいることには慣れていない」と応えている。ボガートが出演する『アフリカの女王』（1951年）の撮影中に、バコールとボガートは共演者のキャサリン・ヘプバーンと、当時ヘプバーンと交際していたスペンサー・トレイシーと親しくなった。バコールは役者仲間以外にも交友関係を広げるようになり、歴史家のアーサー・シュレジンジャー、ジャーナリストのアリステア・クック たちと友人となった。1952年にバコールは民主党の合衆国大統領候補アドレー・スティーブンソンの応援演説を行っている。また、多くのハリウッド関係者と同様に、マッカーシズムには断固反対する立場をとっていた。
1957年にボガートが死去してから間もなく、バコールは歌手で俳優のフランク・シナトラと交際を始めたが、ターナー・クラシック・ムービーズのロバート・オズボーンとのインタビューで、2人の関係は自分から終わりを告げたと語っている。一方でバコールの自叙伝では、シナトラがバコールにプロポーズしたことがマスコミに漏れたことに怒ったシナトラが、一方的に2人の関係を終わらせたとなっている。

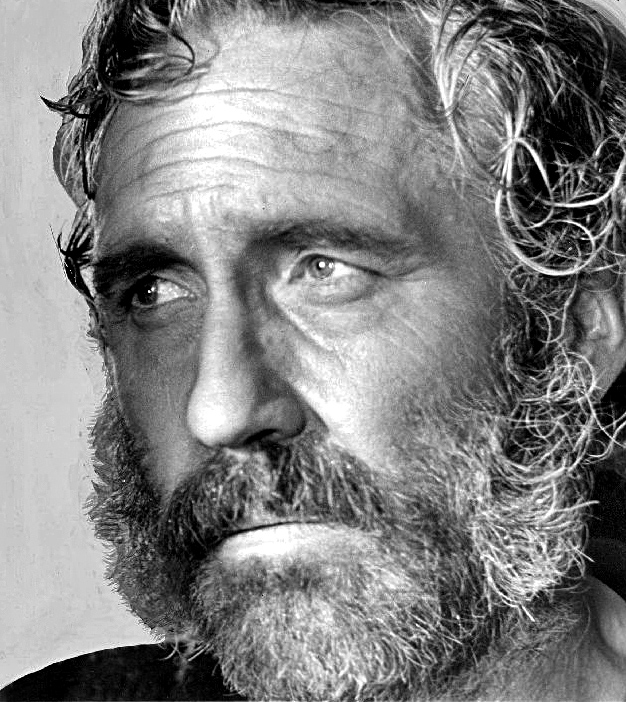
『ウエスタン』出演時のジェイソン・ロバーズ。1968年に撮影。

その後、バコールは俳優ジェイソン・ロバーズと出会い、1961年6月にウィーンで結婚式を挙げる計画を立てた。しかしながら、この計画はオーストリア当局が結婚許可証を発行することを拒んだことから延期されている。さらにネヴァダ州ラスヴェガスでの結婚式も拒否されてしまっている。最終的に2人はメキシコのエンセナーダまで遠路車を走らせて、当地で結婚式を挙げた。バコールとロバーズは1969年に離婚した。バコールの自叙伝には、2人の離婚の最も大きな原因がロバーズのアルコール依存症だったことが記されている。
バコールはボガートの間に一男一女、ロバーズとの間に一男をもうけた。1949年1月6日にボガートとの間に生まれた息子は、ボガートが『脱出』で演じたハリー・“スティーヴ”・モーガン役にちなんで、スティーヴ・ハンフリー・ボガートと名付けられ、長じてニュース・プロデューサー、ドキュメンタリー制作、作家になっている。1952年8月23日に生まれた娘は、俳優レスリー・ハワードにちなんでレスリー・ハワード・ボガートと名付けられ、看護婦、ヨガのインストラクターを経てヨガ講師エリック・シフマンと結婚した。1995年にスティーヴンが「私の母は堕落したユダヤ教徒で、父は堕落した米国聖公会教徒」であり、妹のレスリーは熱心な米国聖公会教徒だったと回想録に記し、「母は困難な第二次世界大戦後の時期であっても、レスリーと私にとって人生は気楽なものだと思っていたからだ」としている。1961年12月16日に生まれたロバーズとの間の息子はサム・ロバーズと名付けられて俳優になっている。
バコールは『私一人』（1978年）と『いまの私』の2冊の自叙伝を出版している。2006年には『私一人』の増補版が『By Myself and Then Some』として出版された。

### 政治的姿勢

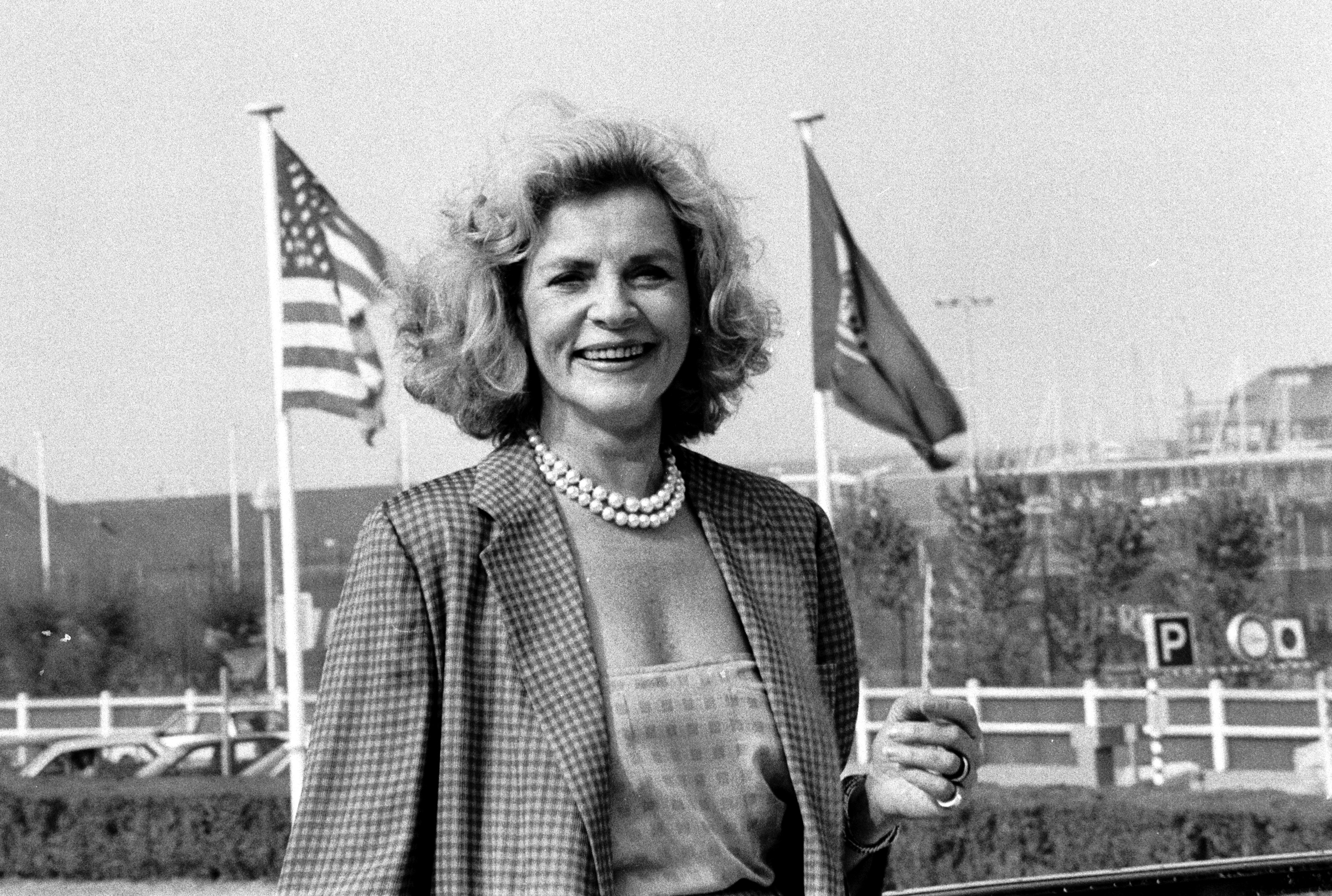
1989年に撮影されたバコール

バコールは筋金入りのリベラルな民主主義者で、様々な場面でその政治的信条を公言してきた。バコールとボガートは、下院非米活動委員会に対して「赤狩り」に抗議する公開電文を連名で送った、約80名からなるハリウッド業界人のメンバーである。この電文には、個人的な政治信条を調査することがアメリカ民主主義の根幹を揺るがす暴挙だと謳われていた。1947年10月にバコールとボガートは、多くのハリウッドスターたちと共にワシントン D.C. へ向かった。自ら「言論自由の会 」と名乗ったこのグループには、ダニー・ケイ、ジョン・ガーフィールド、ジーン・ケリー、ジョン・ヒューストン、アイラ・ガーシュウィン、ジェーン・ワイアットらが参加していた。
1948年5月に発行された『フォトプレイ』誌にはボガートが書いた「私はコミュニストではない」という題名の記事が掲載されており、その最後のページにはバコールとボガートの写真が添えられている。これはボガートが下院非米活動委員会へ対抗してきたことによってもたらされた、否定的な評判を緩和しようとするためのものだった。ボガートとバコールは、下院非米活動委員会からの召喚や証言を拒否して有罪判決を受けた、いわゆるハリウッド・テンのメンバーたちから距離を置くようになった。ボガートは「下院非米活動委員会を侮辱したとして出頭を命じられた10人の男たちを我々は守りきれなかった」また、「私たちはジョン・エドガー・フーヴァーと同じくらいにはコミュニズムを支持している」と語っている。
バコールは1952年の大統領選挙に立候補した民主党のアドレー・スティーブンソンで応援演説を行い、ボガートとともにスティーブンソンの車でのパレードにも参加した。また、大統領選挙最終週には、スティーブンソンの応援のために飛行機でニューヨークとシカゴにも足を運んでいる。2005年にラリー・キングから受けたインタビューで、バコールは自身のことを「アンチ共和党……。私は自由主義者です。愛していると言ってもいいでしょう」としている。さらに「自由主義者であることはこの世で最もすばらしいことです。自由主義者であれば、どこに行っても大歓迎されることでしょう。心を広く持つことができます」と語った。

### 死去
バコールは2014年8月12日に、長年住んでいたマンハッタンのアッパー・ウエスト・サイドにある、セントラル・パークを一望できるダコタ・ハウスで死去した。死去時のバコールは89歳で、90歳の誕生日を迎える5週間前のことだった。バコールの孫にあたるジェイミー・ボガートは、バコールの死因が重度の脳卒中だったとしている。バコールの死はニューヨークのプレズビテリアン病院 で確認された。バコールの遺体は、カリフォルニア州グランデールのフォレスト・ローン・メモリアル・パーク に埋葬された。

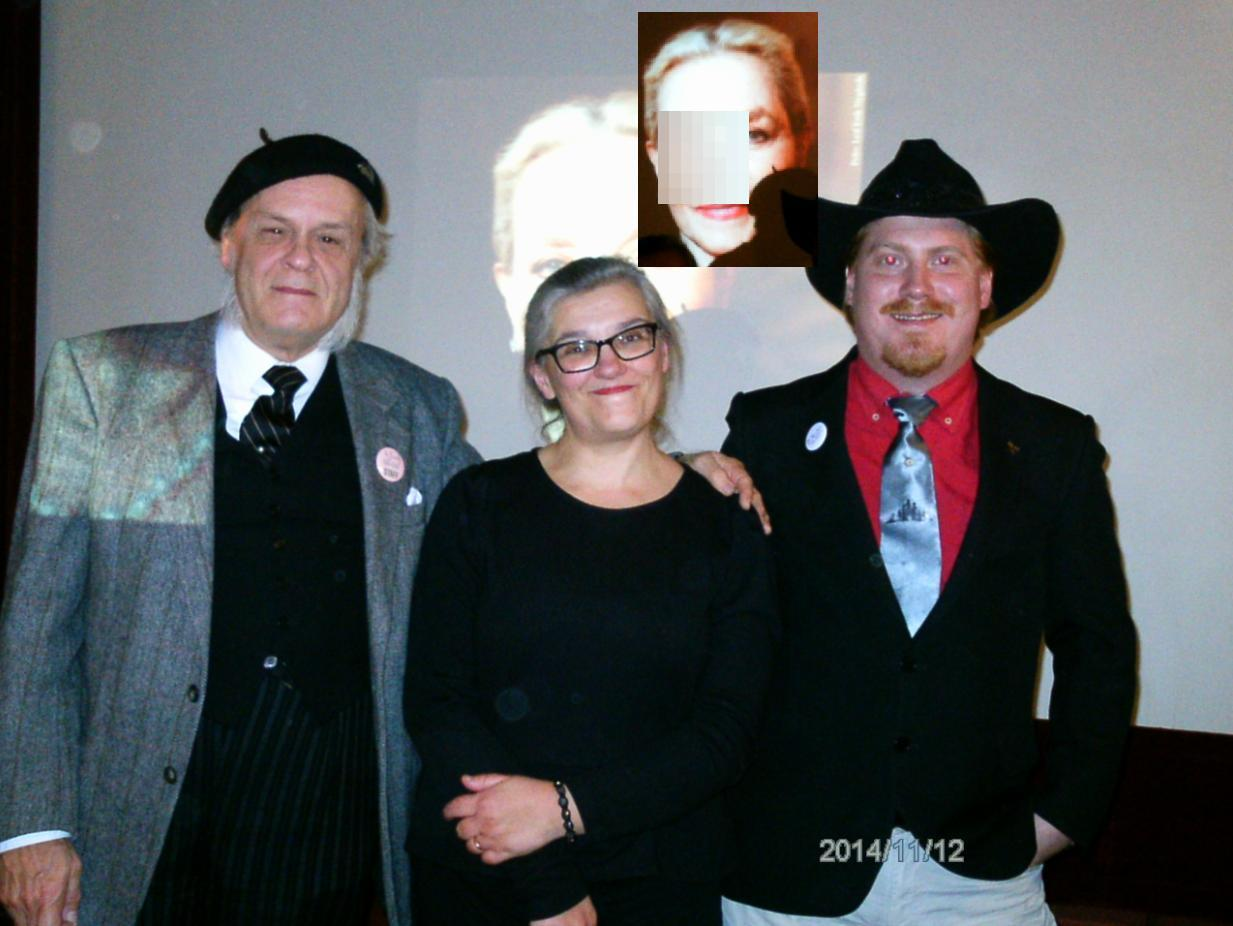
バコールが死去してから3カ月後に、スウェーデン映画協会がバコールをしのぶ追悼夜会を開催した。

バコールの遺産はおよそ2660万ドルで、遺言により1万ドルが末子のサム・ロバーズに、バコールが飼っていた犬のソフィーの面倒を見ることという名目で遺贈されている。また、使用人だったイルザ・ヘルナンデスとマリア・サントスにも、それぞれ15,000ドル、20,000ドルを遺贈した。バコールの最年少の孫にあたるサム・ロバーズの二人の息子には、大学の学費として25万ドルずつ贈られた。そして残る遺産の大部分は、バコールの子供であるレスリー・ボガート、スティーブン・ハンフリー・ボガート、サム・ロバーズが分割相続している。バコールの遺産の中には、ジョン・ジェームズ・オーデュボン、マックス・エルンスト、デイヴィッド・ホックニー、ヘンリー・ムーア、ジム・ダインらの芸術作品も含まれていた。
バコールが死去してから3カ月後の2014年11月12日に、スウェーデン映画協会がバコールをしのぶ追悼夜会をストックホルムで開催した。
1996年に受けたその生涯をテーマとしたインタビューで、バコールは自身の一生がとても幸運なものだったと語っている。「最高の結婚を一度しました。素晴らしい3人の子供と4人の孫にも恵まれました。私はまだ元気です。まだ演じることができます。まだ働くことができます」「やるべきことを自分でできるようにならないと。私はニューヨークで、ひとりで地下鉄やバスに乗りながら育ちました。ニューヨーカーならいやでも学ぶことがあるでしょう？　世間はあなたに何の借りもない（何もしてくれない、自分でつかむしかない、の意）ということよ」と語っている。

## 出演作品
バコールはハリウッド黄金時代において、マリリン・モンローやリタ・ヘイワースらと並ぶ偉大な女優の一人である。バコールは10代の時にファッションモデルとして芸能活動を開始し、ハワード・ホークスの妻ナンシーに見いだされた。そして1944年の『脱出』で映画デビューを果たして、映画女優としてのキャリアを積み上げていった。
また、バコールは映画だけではなくブロードウェイのミュージカルの舞台にも立ち、トニー賞も受賞している。

### 映画
| 公開年 | 邦題 原題                                                     | 役名                               | 備考                                                                             | 出典    |
| ------ | ------------------------------------------------------------- | ---------------------------------- | -------------------------------------------------------------------------------- | ------- |
| 1944年 | 脱出 (1944年の映画)                                           | マリー・"スリム"・ブラウニング     | 作中で歌っている                                                                 | [ 101 ] |
| 1945年 | 密使 Confidential Agent                                       | ローズ・カレン                     |                                                                                  | [ 105 ] |
| 1946年 | Two Guys from Milwaukee                                       | 彼女自身                           | カメオ出演でクレジットなし                                                       | [ 106 ] |
| 1946年 | 三つ数えろ The Big Sleep                                      | ヴィヴィアン・スターンウッド       |                                                                                  | [ 101 ] |
| 1947年 | 潜行者 Dark Passage                                           | イレーン・ジャンセン               |                                                                                  | [ 101 ] |
| 1948年 | キー・ラーゴ Key Largo                                        | ノーラ・テンプル                   |                                                                                  | [ 101 ] |
| 1950年 | 情熱の狂想曲 Young Man with a Horn                            | エミー・ノース                     |                                                                                  | [ 101 ] |
| 1950年 | 燃えつきた欲望 Bright Leaf                                    | ソニア・コヴァック                 |                                                                                  | [ 105 ] |
| 1953年 | 百万長者と結婚する方法 How to Marry a Millionaire             | シャッツェ・ペイジ                 |                                                                                  | [ 101 ] |
| 1954年 | ニューヨークの女達 Woman's World                              | エリザベス・バーンズ               |                                                                                  | [ 107 ] |
| 1955年 | 蜘蛛の巣 The Cobweb                                           | メグ・フェイヴァーセン・ライハルト |                                                                                  | [ 108 ] |
| 1955年 | 中共脱出 Blood Alley                                          | キャシー・グレインジャー           |                                                                                  | [ 100 ] |
| 1956年 | 風と共に散る Written on the Wind                              | ルーシー・ムーア・ハドリー         |                                                                                  | [ 105 ] |
| 1957年 | バラの肌着 Designing Woman                                    | マリラ・ブラウン・ハーゲン         |                                                                                  | [ 101 ] |
| 1958年 | 愛の贈物 The Gift of Love                                     | ジュリー・ベック                   |                                                                                  | [ 105 ] |
| 1959年 | 北西戦線 North West Frontier                                  | キャサリン・ワイアット             | アメリカでの作品名: Flame Over India; オーストラリアでの作品名: Empress of India | [ 105 ] |
| 1964年 | 残虐療法 Shock Treatment                                      | エドウィナ・ベイフリー             |                                                                                  | [ 105 ] |
| 1964年 | 求婚専科 Sex and the Single Girl                              | シルヴィア・ブロデリック           |                                                                                  | [ 109 ] |
| 1966年 | 動く標的 Harper                                               | エレイン・サンプソン               | イギリスでの作品名: The Moving Target                                            | [ 105 ] |
| 1974年 | オリエント急行殺人事件 Murder on the Orient Express           | ハリエット・ベリンダ・ハバード     |                                                                                  | [ 105 ] |
| 1976年 | ラスト・シューティスト The Shootist                           | ボンド・ロジャース                 |                                                                                  | [ 101 ] |
| 1980年 | ロバート・アルトマンのヘルス Health                           | エスター・ブリル                   |                                                                                  | [ 100 ] |
| 1981年 | 殺しのファンレター The Fan                                    | サリー・ロス                       |                                                                                  | [ 101 ] |
| 1988年 | 死海殺人事件 Appointment with Death                           | レディ・ウエストホルム             |                                                                                  | [ 110 ] |
| 1988年 | ミスター・ノース 風をはこんだ男 Mr. North                     | クラストン夫人                     |                                                                                  | [ 105 ] |
| 1988年 | John Huston: The Man, the Movies, the Maverick                | 彼女自身                           | ドキュメンタリー作品                                                             | [ 111 ] |
| 1989年 | 身代わりの樹 The Tree of Hands                                | マーシャ・アーチデイル             | 別名: Innocent Victim                                                            | [ 112 ] |
| 1990年 | ミザリー Misery                                               | マーシア・シンデル                 |                                                                                  | [ 101 ] |
| 1991年 | A Star for Two                                                | エドウィージュ                     |                                                                                  | [ 109 ] |
| 1991年 | クリスマスに万歳! All I Want for Christmas                    | リリアン・ブルックス               |                                                                                  | [ 113 ] |
| 1993年 | 愛のポートレイト/旅立ちの季節 The Portrait                    | ファニー・チャーチ                 |                                                                                  | [ 114 ] |
| 1994年 | プレタポルテ Prêt-à-Porter                                    | スリム・クライスラー               | アメリカでの作品名: Ready to Wear                                                | [ 105 ] |
| 1995年 | From the Mixed-Up Files of Mrs. Basil E. Frankweiler          | バジル・E・フランクヴァイラー夫人  |                                                                                  | [ 115 ] |
| 1996年 | マンハッタン・ラプソディ The Mirror Has Two Faces             | ハンナ・モーガン                   |                                                                                  | [ 101 ] |
| 1996年 | 元大統領危機一発/プレジデント・クライシス My Fellow Americans | マーガレット・クレイマー           |                                                                                  | [ 105 ] |
| 1997年 | Day and Night                                                 | ソニア                             |                                                                                  | [ 116 ] |
| 1999年 | Get Bruce                                                     | 彼女自身                           | ドキュメンタリー作品                                                             | [ 117 ] |
| 1999年 | Madeline: Lost in Paris                                       | ラクローク夫人（声の出演）         |                                                                                  | [ 118 ] |
| 1999年 | Diamonds                                                      | シン＝ディー                       |                                                                                  | [ 105 ] |
| 1999年 | ヴェニス・プロジェクト The Venice Project                     | カミーラ・ヴォルタ侯爵夫人         |                                                                                  | [ 119 ] |
| 1999年 | Presence of Mind                                              | マード・ルメイ                     |                                                                                  | [ 105 ] |
| 2000年 | A Conversation with Gregory Peck                              | 彼女自身                           | ドキュメンタリー作品                                                             | [ 120 ] |
| 2003年 | Gone Dark                                                     | メイ・マーカム                     | 別名 The Limit                                                                   | [ 121 ] |
| 2003年 | ドッグヴィル Dogville                                         | ジンジャー夫人                     |                                                                                  | [ 101 ] |
| 2004年 | ハウルの動く城 Howl's Moving Castle                           | 荒地の魔女（英語版吹き替え）       |                                                                                  | [ 113 ] |
| 2004年 | 記憶の棘 Birth                                                | エレノア                           |                                                                                  | [ 100 ] |
| 2004年 | Amália Traïda                                                 | TVアナウンサー                     | 10分間の小作品                                                                   | [ 122 ] |
| 2005年 | マンダレイ Manderlay                                          | 女主人                             |                                                                                  | [ 100 ] |
| 2006年 | These Foolish Things                                          | デイム・リディア                   |                                                                                  | [ 123 ] |
| 2007年 | The Walker                                                    | ナタリー・ヴァン・ミター           |                                                                                  | [ 124 ] |
| 2008年 | Eve                                                           | グランマ                           | 20分間の小作品                                                                   | [ 125 ] |
| 2008年 | Scooby-Doo and the Goblin King                                | 大魔女（声の出演）                 |                                                                                  | [ 126 ] |
| 2010年 | Wide Blue Yonder                                              | メイ                               |                                                                                  | [ 127 ] |
| 2010年 | Firedog                                                       | ポスケ（声の出演）                 |                                                                                  | [ 128 ] |
| 2012年 | くまのアーネストおじさんとセレスティーヌ Ernest & Celestine   | グレイ・ワン（声の出演）           |                                                                                  | [ 113 ] |
| 2012年 | The Forger                                                    | アンナマリー・スターリング         |                                                                                  | [ 105 ] |

### テレビ

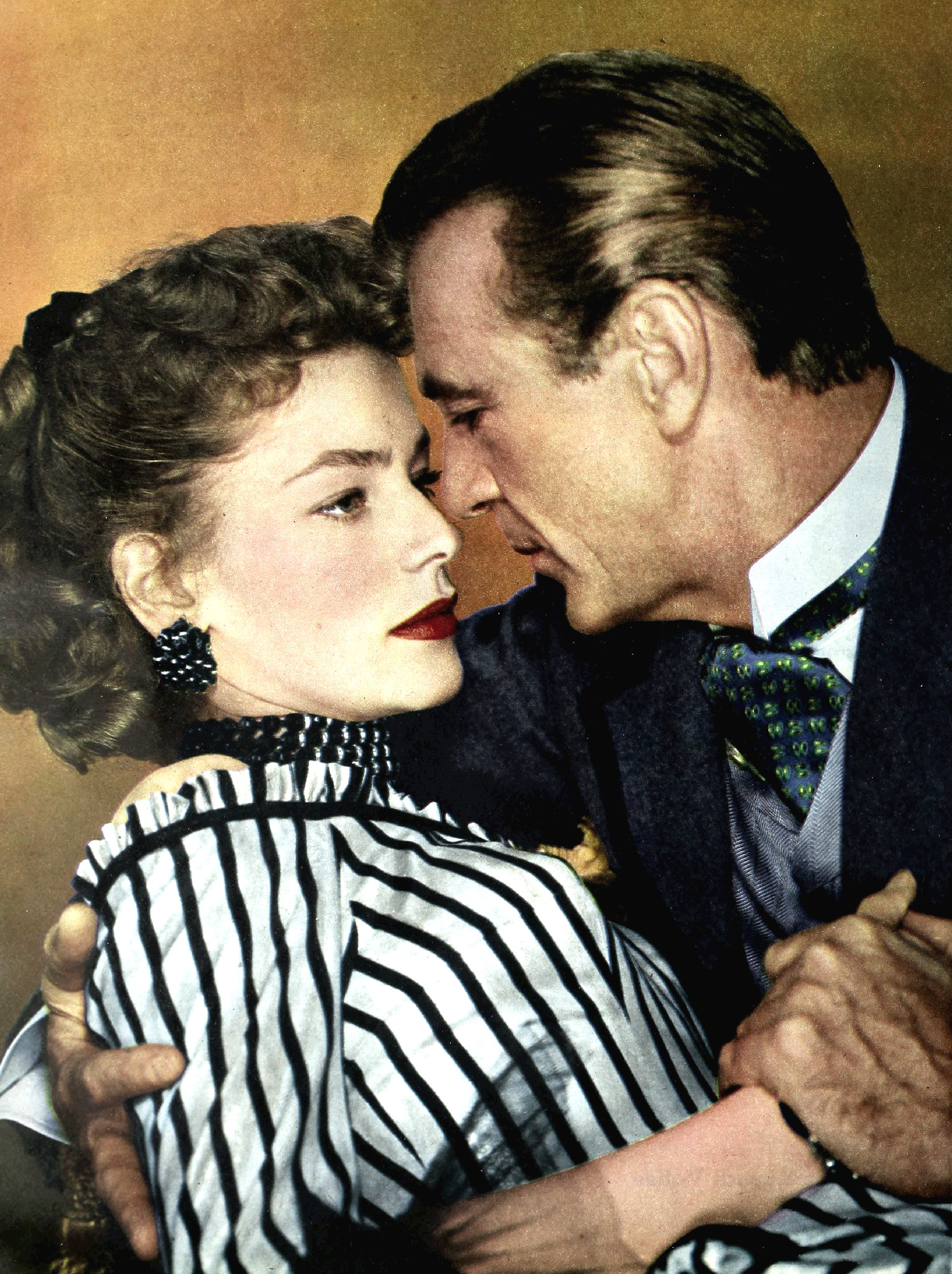
1950年に公開された『燃えつきた欲望』で共演したバコールとゲイリー・クーパー。

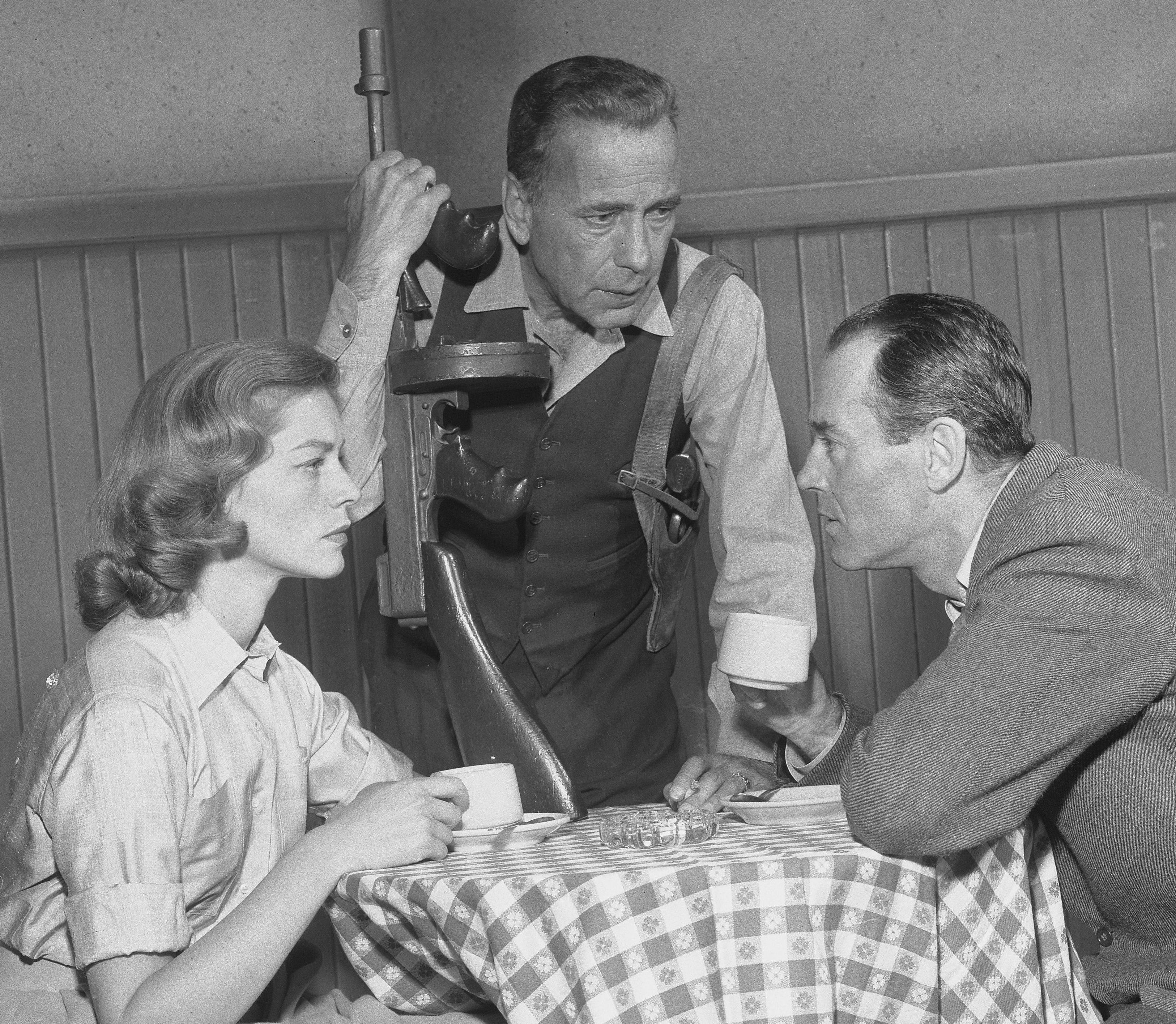
1956年の生放送テレビ版『化石の森』の一場面。左から、ローレン・バコール、ハンフリー・ボガート、ヘンリー・フォンダ。

| 放送年 | 番組名                                  | 役名                       | 備考                                                        | 出典    |
| ------ | --------------------------------------- | -------------------------- | ----------------------------------------------------------- | ------- |
| 1953年 | What's My Line?                         | 彼女自身                   | 3 エピソード                                                | [ 129 ] |
| 1954年 | Light's Diamond Jubilee                 | 彼女自身                   | ドキュメンタリー作品                                        | [ 130 ] |
| 1956年 | Producers' Showcase                     | ガビー・メイプル           | エピソード: 「化石の森」                                    | [ 131 ] |
| 1956年 | Ford Star Jubilee                       | エルヴィラ・コンドマイン   | エピソード: 「Blithe Spirit」                               | [ 100 ] |
| 1963年 | The DuPont Show of the Week             | ロレイン・ボズウェル       | エピソード: 「A Dozen Deadly Roses」                        | [ 132 ] |
| 1963年 | Dr. Kildare                             | ヴァージニア・ハーソン     | エピソード: 「The Oracle」                                  | [ 109 ] |
| 1964年 | Mr. Broadway                            | バーバラ・レイク           | 2 エピソード                                                | [ 133 ] |
| 1965年 | Bob Hope Presents the Chrysler Theatre  | アマンダ / バーバラ        | エピソード: 「Double Jeopardy」                             | [ 134 ] |
| 1978年 | Perfect Gentlemen                       | リジー・マーチン夫人       | TV 映画                                                     | [ 135 ] |
| 1979年 | Rockford Files                          | ケンドール・ウォーレン     | エピソード: 「Lions, Tigers, Monkeys and Dogs: Part 1 & 2」 | [ 136 ] |
| 1989年 | Dinner at Eight                         | カルロッタ・ヴェンス       | TV 映画                                                     | [ 100 ] |
| 1990年 | A Little Piece of Sunshine              | ベアトリクス・コルトレーン | TV 映画                                                     | [ 137 ] |
| 1993年 | A Foreign Field                         | リサ                       | TV 映画; 『Screen One』シリーズの第5シーズン                | [ 138 ] |
| 1993年 | The Parallax Garden                     | 司会進行                   |                                                             | [ 139 ] |
| 1998年 | シカゴ・ホープ Chicago Hope             | サマラ・ヴィスコ・クライン | 2 エピソード                                                | [ 140 ] |
| 1999年 | Too Rich: The Secret Life of Doris Duke | ドリス・デューク（老年期） | TV 映画                                                     | [ 105 ] |
| 2006年 | The Sopranos                            | 彼女自身                   | エピソード: 「Luxury Lounge」                               | [ 101 ] |
| 2014年 | Family Guy                              | イーヴリン（声の出演）     | エピソード: 「Mom's the Word」                              | [ 141 ] |

### 舞台

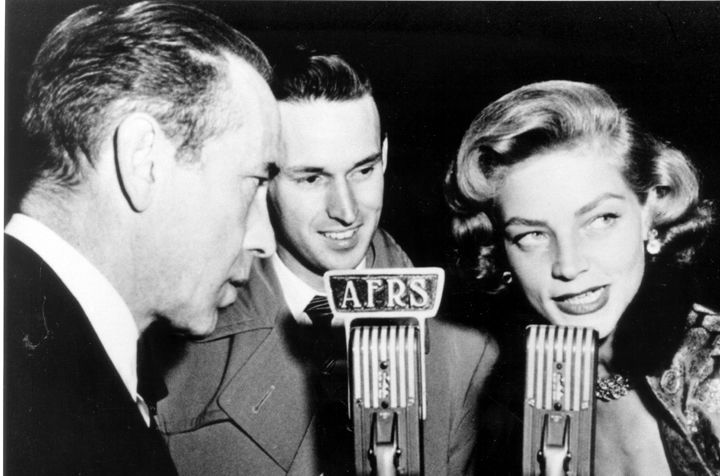
第二次世界大戦中に、世界各国で戦うアメリカ軍向けの慰問放送をするバコール。左はハンフリー・ボガート、中央はAFRSのアナウンサーであるジャック・ブラウン

| 上演年 | 演目                                   | 役名                   | 備考                         | 出典    |
| ------ | -------------------------------------- | ---------------------- | ---------------------------- | ------- |
| 1942年 | Johnny 2x4                             | 合唱                   | ベティ・バコール名義での出演 | [ 106 ] |
| 1942年 | Franklin Street                        | 10代の少女             |                              | [ 101 ] |
| 1959年 | グッドバイ・チャーリー Goodbye Charlie | チャーリー             |                              | [ 142 ] |
| 1965年 | サボテンの花 Cactus Flower             | ステファニー           |                              | [ 142 ] |
| 1970年 | アプローズ Applause                    | マーゴ・チャニング     |                              | [ 143 ] |
| 1977年 | Wonderful Town                         | ルース                 |                              | [ 144 ] |
| 1979年 | V.I.P. Night on Broadway               | 彼女自身               | 慈善コンサート               | [ 145 ] |
| 1981年 | 女性 No.1 Woman of the Year            | テス・ハーディング     |                              | [ 109 ] |
| 1985年 | Sweet Bird of Youth                    | コスモノポリス王女     |                              | [ 146 ] |
| 1989年 | The Players Club Centennial Salute     | 彼女自身               | 慈善コンサート               | [ 147 ] |
| 1995年 | 貴婦人の訪問 The Visit                 | クレア                 |                              | [ 148 ] |
| 1996年 | Angela Lansbury: A Celebration         | 彼女自身               | 慈善コンサート               | [ 149 ] |
| 1999年 | Waiting in the Wings                   | ロッタ・ベインブリッジ |                              | [ 123 ] |

## ラジオ
| 放送年 | 番組名            | エピソード |
| ------ | ----------------- | ---------- |
| 1946年 | Lux Radio Theatre | 『脱出』   |

## 著書
- Lauren Bacall by Myself (1978年)
  - 『私一人』 山田宏一訳、文藝春秋（1984年）
- Now (1994)
  - 『いまの私』 永井淳訳、文藝春秋（1997年）
- By Myself and Then Some (2005)

## 受賞とノミネート
受賞
- 1967年 ヘイスティ・プディング賞ウーマン・オブ・ザ・イヤー
- 1970年 トニー賞 ミュージカル主演女優賞、『アプローズ (en:Applause (musical)』[151]
- 1972年 サラ・シドンズ賞 最優秀女優賞 (en:Sarah Siddons Award）
- 1980年 全米図書賞 自叙伝部門[152]
- 1981年 トニー賞 ミュージカル主演女優賞、『女性 No.1 (en:Woman of the Year (musical)』[153]
- 1984年 サラ・シドンズ賞 最優秀女優賞
- 1990年 ジョージ・イーストマン賞 (en:George Eastman Award)[154]
- 1992年 ドノスティア賞 (en:Donostia Award)
- 1993年 ゴールデングローブ賞 セシル・B・デミル賞[155]
- 1994年 ナショナル・ボード・オブ・レビュー賞 キャスト賞、『プレタポルテ』
- 1996年 セザール賞 名誉賞
- 1997年 ベルリン国際映画祭 特別功労賞[156]
- 1997年 全米映画俳優組合賞助演女優賞、『マンハッタン・ラプソディ』[157]
- 1997年 ゴールデングローブ賞 助演女優賞、『マンハッタン・ラプソディ』[155]
- 1997年 サンディエゴ映画批評家協会賞 助演女優賞、『マンハッタン・ラプソディ』
- 1997年 ケネディ・センター名誉賞
- 2000年 ストックホルム国際映画祭 特別功労賞
- 2007年 ノルウェー国際映画祭 (en:Norwegian International Film Festival) 特別功労賞
- 2009年 アカデミー名誉賞[2]

ノミネート
- 1977年 英国アカデミー賞 主演女優賞、『ラスト・シューティスト』[158]
- 1980年 プライムタイム・エミー賞 ドラマ部門最優秀初演女優賞, 『The Rockford Files』
- 1997年 英国アカデミー賞 助演女優賞、『マンハッタン・ラプソディ』[158]
- 1997年 アカデミー賞 助演女優賞、『マンハッタン・ラプソディ』[63]

1991年にバコールの星型プレートがハリウッド・ウォーク・オブ・フェームのヴァイン通り1724に設置された。1997年にはカリフォルニアのパームスプリング・ウォーク・オブ・スターズ (en:Palm Springs Walk of Stars) にバコールのゴールデン・パーム。スターが設置されている。また、1998年にアメリカン・シアター・ホール・オブ・フェーム (en:American Theater Hall of Fame) に殿堂入りした。

## 大衆文化に取り上げられたバコール

### 映像作品
- ジョー・ハイアンズの小説を原作として1980年に放映されたテレビドラマ『ボギー』で、キャサリン・ハロルド (en:Kathryn Harrold) がバコール役を演じている[161]。ハンフリー・ボガート役を演じたのはケヴィン・オコナーだった[161]。

- 日本の特撮ドラマ｢仮面ライダーセイバー｣のエンディング映像において、バコールの言葉｢想像力は人が最も高く揚げることのできる凧である。｣が引用されている。

### 書籍
- バコールはダコタ・ハウスの歴史や住人を題材とした『ダコタ・ハウス スクラップブック』にとりあげられた[162]。

### アニメーション
- バコールとボガートは、ワーナー・ブラザース製作のアニメシリーズ『メリー・メロディーズ』のエピソード『Bacall to Arms』（1946年）でパロディ化された[163]。

- 1947年のワーナー・ブラザース製作アニメ『Slick Hare』のラストシーンには、テーブルについたバコールにバッグス・バニーが口笛を吹く場面がある[164]。

### 音楽
バコール（とボガート）は様々な楽曲に取り上げられている。
- アンドルー・ロイド・ウェバー、ティム・ライスのミュージカル『エビータ』の「レインボウ・ハイ」（1978年）[165]
- バーティ・ヒギンズ (en:Bertie Higgins) の「キー・ラーゴ (en:Key Largo (song))」（1981年）[166]
- ザ・クラッシュの「カー・ジャミング」（1982年）[166]
- スザンヌ・ヴェガの「フリーズ・タグ』（1985年）[166]
- マドンナの「ヴォーグ (en:Vogue (Madonna song))」（1990年）[166]
- ボン・ジョヴィの「キャプテン・クラッシュ&ザ・ビューティー・クイーン・フロム・マーズ」（2000年）[167]
- ケヴィン・ロス (en:Kevin Roth) の「Just Like Lauren Bacall」（2008年）[166]
- アンナ・ナリック (en:Anna Nalick) の「Words」[168]

### 町名
マーシャル諸島共和国の首都マジュロにあるローラという町は、第二次世界大戦時にアメリカ軍がバコールにちなんで名付けた。